# Gabriela Pichler
Gabriela Katarina Pichler (Flemingsberg, 11 maart 1980) is een Zweeds filmregisseur en scenarioschrijver en filmmonteur.

## Biografie
Gabriela Pichler werd in 1980 geboren in Flemingsberg. Haar moeder werkte als huishoudster en haar vader was een gepensioneerde bouwvakker en vrachtwagenchauffeur. Op achtjarige leeftijd verhuisde Pichler en haar familie van Flemingsberg naar Örkelljunga na ook enige tijd in Wenen te hebben gewoond. Haar moeder is afkomstig uit Bosnië en haar vader uit Oostenrijk. Ze emigreerden in de jaren zeventig naar Zweden. Pichlers moeder, Ruzica Pichler speelde ook een van de rollen in haar film Äta sova dö.
Pichler werkte ongeveer zes jaar aan de lopende band in de fabriek Gillebagaren in Örkelljunga. In dezelfde periode begon zij met het maken van films. Ze studeerde af in filmwetenschappen op de Filmacademie van Göteborg (nu de Academie van Valand) en studeerde ook aan de documentairefilmschool van Öland. Pichler ontving in 2010 de Guldbagge voor beste korte film met Skrapsår, die ze maakte als examenfilm tijdens haar studie aan de filmacademie. Pichler schreef en regisseerde de film en was ook betrokken bij de montage, zoals bij al haar latere films. Haar debuut met een lange film was Äta sova dö. Deze film ging in première op het filmfestival van Venetië waar hij de publieksprijs won. De film werd in 2013 genomineerd voor vijf Guldbagge-prijzen waarvan er vier gewonnen werden: beste film, beste regie, beste scenario en beste vrouwelijke hoofdrol (Nermina Lukac).
Gabriela Pichlers theaterdebuut kwam in 2014 met de voorstelling Rött kort, een samenwerking met America Vera-Zavala en Rasmus Lindgren. De voorstelling ging in première in het Backa Teater in Göteborg en werd ook gespeeld in het Stockholms Stadsteater. De voorstelling werd later gepresenteerd op de Scenkonstbiennalen 2015 in  Malmö en in mei 2016 tijdens de Chantiers d'Europe in het Théâtre de la Ville in Parijs.

## Filmografie
- 2018: Amatörer
- 2012: Äta sova dö
- 2008: Skrapsår (kortfilm)
- 2008: Tova & Tess - King & Queen of the World (kortfilm)
- 2007: Leda (kortfilm)
- 2004: Nångång (kortfilm)

## Prijzen en nominaties
De belangrijkste:
| Jaar | Prijs     | Categorie       | Film        | Uitslag  |
| ---- | --------- | --------------- | ----------- | -------- |
| 2013 | Guldbagge | Beste regisseur | Äta sova dö | Gewonnen |
| 2013 | Guldbagge | Beste scenario  | Äta sova dö | Gewonnen |